# هاشم مهدوی
هاشم مهدوی (زاده ۱۳۴۳ ولایت کابل) سیاستمدار افغانستان و نماینده مردم ولایت کابل در دوره شانزدهم مجلس نمایندگان است. وی در مجلس شانزدهم نمایندگان افغانستان عضو کمیسیون امور عدلی، قضایی، اصلاحات اداری و مبارزه با فساد اداری می‌باشد.

## زندگی‌نامه
هاشم مهدوی زاده ۱۳۴۳ از ولسوالی ولایت کابل می‌باشد. ایشان تحصیلات خود را در دانشگاه حربی به پایان رسانید.